# ディヴェルティメント (バルトーク)
ディヴェルティメント（Divertimento ）Sz.113は、ベーラ・バルトークが作曲した弦楽オーケストラのための作品。「弦楽のためのディヴェルティメント」とも称される。
- 原語曲名：Divertimento（英語）
- 演奏時間：総譜扉には約23分
作曲者は別途総譜上に「第1楽章8分16秒、第2楽章7分27秒、第3楽章6分32秒で、全曲は22分13秒」と書いている。
- 作曲時期：総譜のバルトーク自身の書き込みによれば、1939年の8月2日から8月17日にかけて作曲。
- 初演：1940年6月11日にバーゼルにてパウル・ザッハー指揮の旧バーゼル室内管弦楽団による。

## 概要
1938年にオーストリアがナチス・ドイツに併合されて、民俗音楽の研究の継続が出来なくなることを見越したバルトークは、1939年になると、彼や協力者達が集めたハンガリー民謡やルーマニア民謡の分析作業に没頭する日が続いていた（これらの研究は、結局彼の死後10数年を経てから発表され始める）。
その夏、彼は指揮者のパウル・ザッハーの招きで、ザッハーが用意したスイス・グリュイエール地方の山小屋で、完全な休息をとることにした。そこで『弦楽器と打楽器とチェレスタのための音楽』に続き、ザッハーの率いる旧バーゼル室内管弦楽団のサイズに合う弦楽五部のみによるこの作品を彼らのために休暇中に一気に作曲した。

バルトークは長男ベーラJr.に、彼の誕生日を祝う手紙（1939年8月18日付）の中で、この曲の完成についても書き送っている。
（前略）
どういうわけか、私は昔の音楽家、芸術のパトロンに招待された客人のような気分だ。知っての通り、私はここではザッハー家の客人だからね。
（中略）
お天気まで最上の好意を持って私に微笑みかけてくれるが、家にこもって仕事をしなければならない。ザッハー氏に何か弦楽合奏のための曲をと頼まれたからだ。この点でも私の立場は昔の音楽家のようだ。有難いことに仕事もはかどり、15日間で約25分ほどの曲を、ちょうど昨日仕上げたところだ。

今、私は別の依頼も受けている。セーケイ・ゾルターンへの弦楽四重奏曲（つまり「新ハンガリー弦楽四重奏団」のための作品）だ。
バルトークは手紙の中で、スイスが国土防衛の話で沸き立つなど戦争前夜の雰囲気であることも書いていたが、2週間後には第二次世界大戦が開戦したためにブダペストに戻り、弦楽四重奏曲は完成後に亡命先のアメリカで初演されることになる。
この曲は1936年から1939年に至るバルトークの創作の最盛期の最後を飾る傑作となった。

## 特徴
ディヴェルティメントの名の通り、古典的な形式感を打ち出し、なおかつ民族的な素材を昇華して極めて充実した内容を持っている。またバロック時代の合奏協奏曲のスタイルも取り入れており、弦楽五部を基調としながら、時には独奏楽器群とオーケストラの総奏に分かれ、2群が交代しながら演奏する部分が数多く見られる。
調性的にも（特に両端楽章では）明快ではあるが、中間楽章はバルトークらしい「夜の音楽」と共に、半音階的な晦渋さをも併せ持つ。

## 楽器編成
弦楽五部。スコアの扉には、第1、第2ヴァイオリン各6、ヴィオラ、チェロ各4、コントラバス2以上を必要と記している。

## 構成
全3楽章の構成。

### 第1楽章
アレグロ・ノン・トロッポ（ソナタ形式）　ヘ（長）調
第1主題
第2主題

### 第2楽章
モルト・アダージョ（3部形式）　嬰ハ（短）調
主部主題
中間部主題

### 第3楽章
アレグロ・アッサイ（ロンド・ソナタ形式）　ヘ（長）調
主題A
主題B
主題C